# Sam Leavitt
Samuel "Sam" Leavitt, född 6 februari 1904 i New York i New York, död 21 mars 1984 i Woodland Hills i Kalifornien, var en amerikansk filmfotograf.
Sam Leavitt började sin karriär inom filmbranschen i början av 1930-talet på Biograph Studios i New York. 1935 flyttade han till Hollywood och började arbeta för Paramount, därefter MGM. Han var känd för att arbeta snabbt, något han hade lärt sig efter att ha fotograferat många B-filmer.

## Filmografi (i urval)
- 1952 – Tjuven
- 1953 – Flygare i stridslinjen
- 1954 – Äventyr i öknen
- 1954 – En stjärna föds
- 1955 – Mannen med den gyllene armen
- 1955 – En mans myteri
- 1958 – Kedjan
- 1959 – Stormeld
- 1959 – Analys av ett mord
- 1960 – Exodus
- 1967 – Gissa vem som kommer på middag
- 1972–1974 – Banacek (TV-serie) (17 avsnitt)